# Russ Tice
Pour les articles homonymes, voir Tice (homonymie).
Russell D. Tice (né en 1961) est un ancien analyste du renseignement pour l'United States Air Force, l'Office of Naval Intelligence, la Defense Intelligence Agency (DIA), et la National Security Agency (NSA).